# Solenopsis oculata
Solenopsis oculata är en myrart som beskrevs av Santschi 1925. Solenopsis oculata ingår i släktet eldmyror, och familjen myror. Inga underarter finns listade i Catalogue of Life.

## Bildgalleri

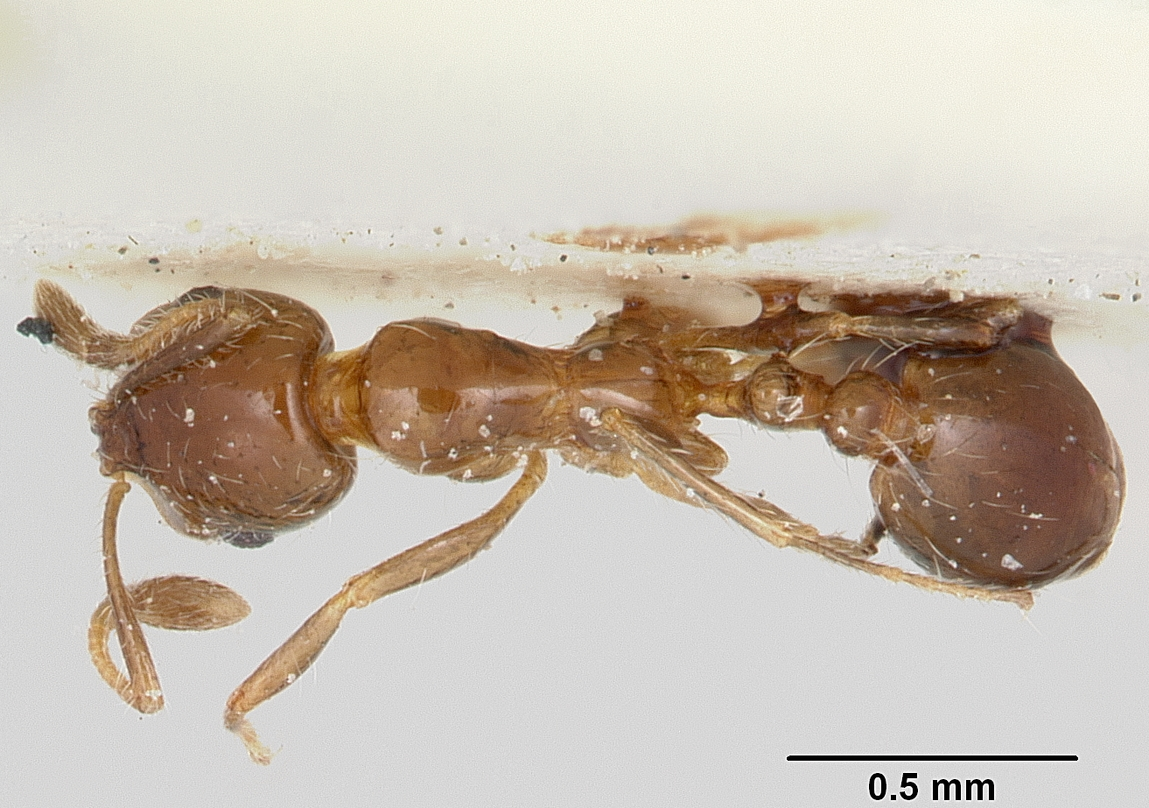
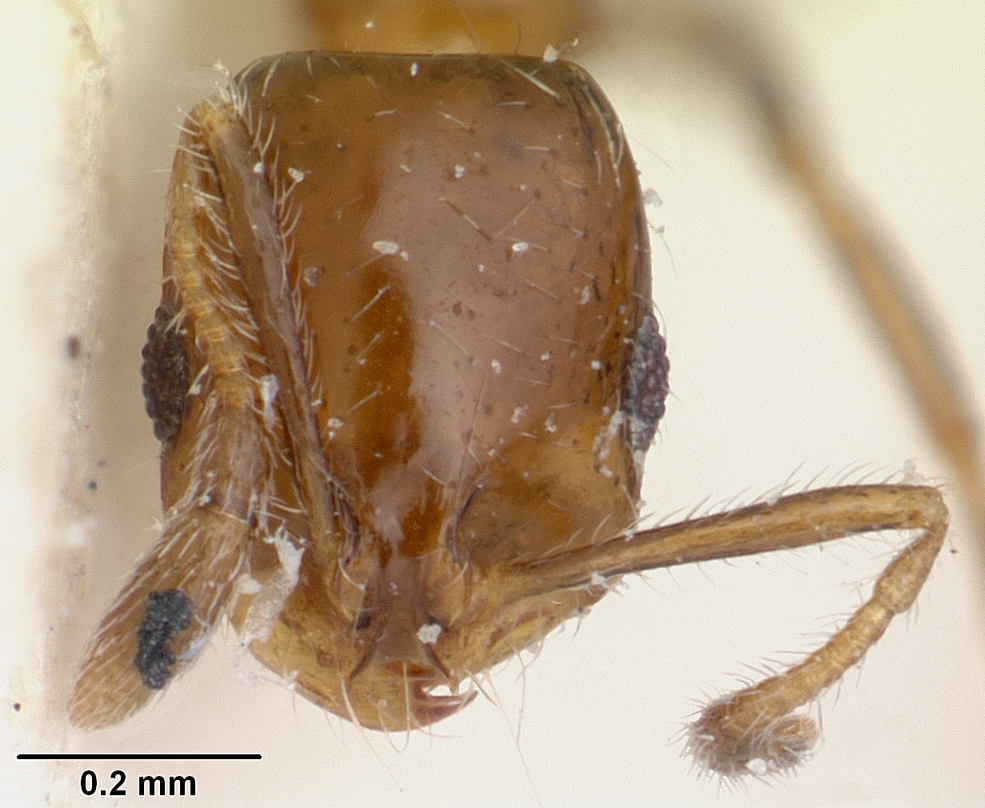
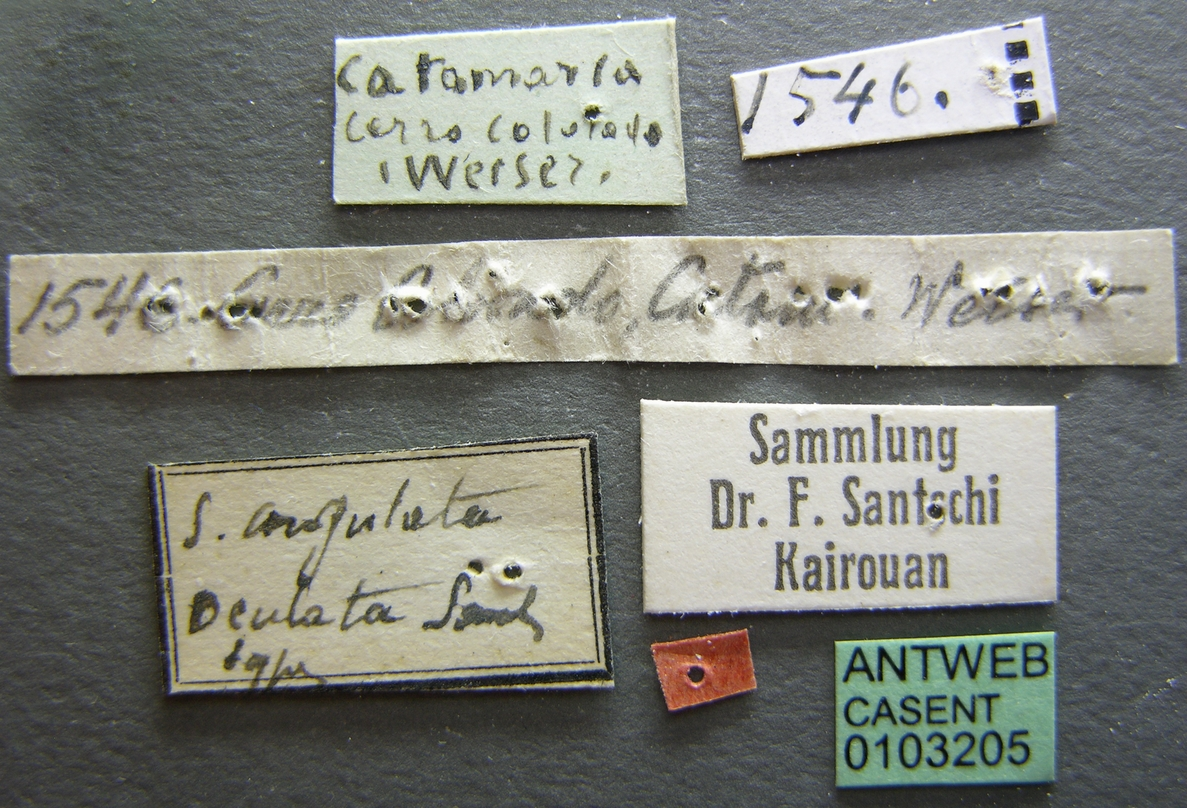
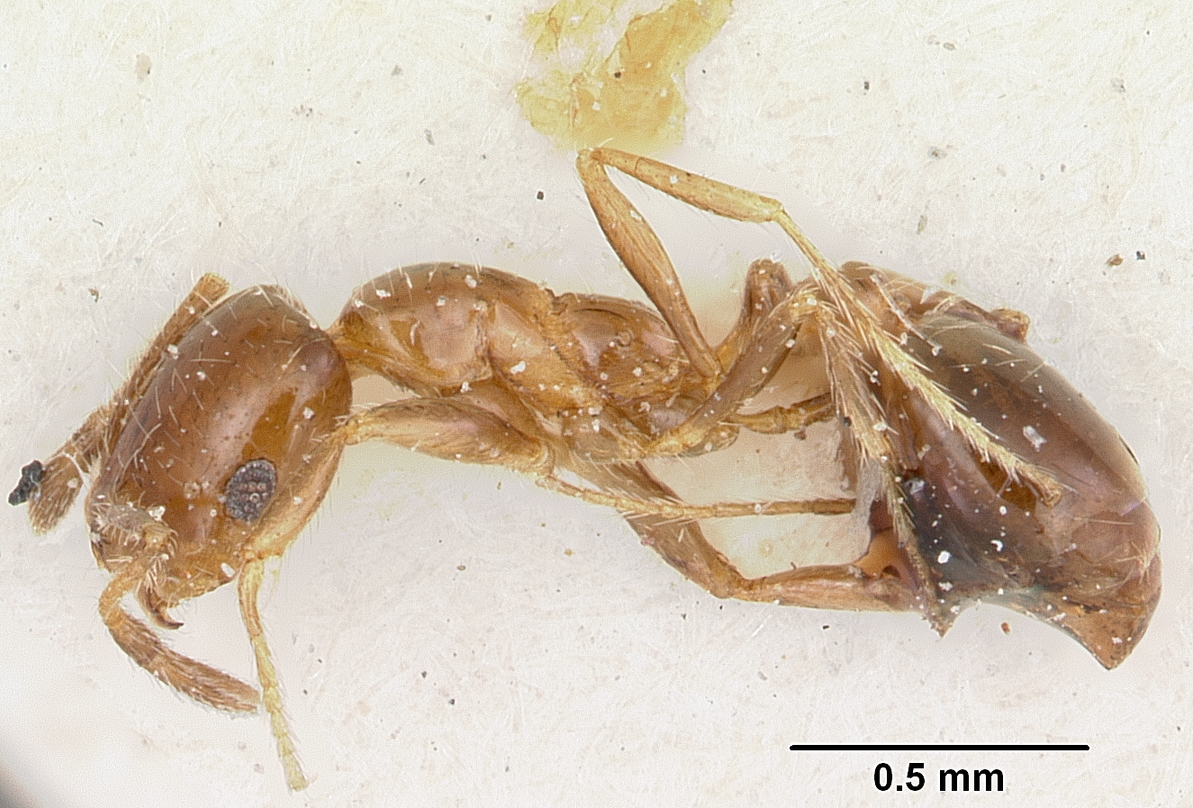
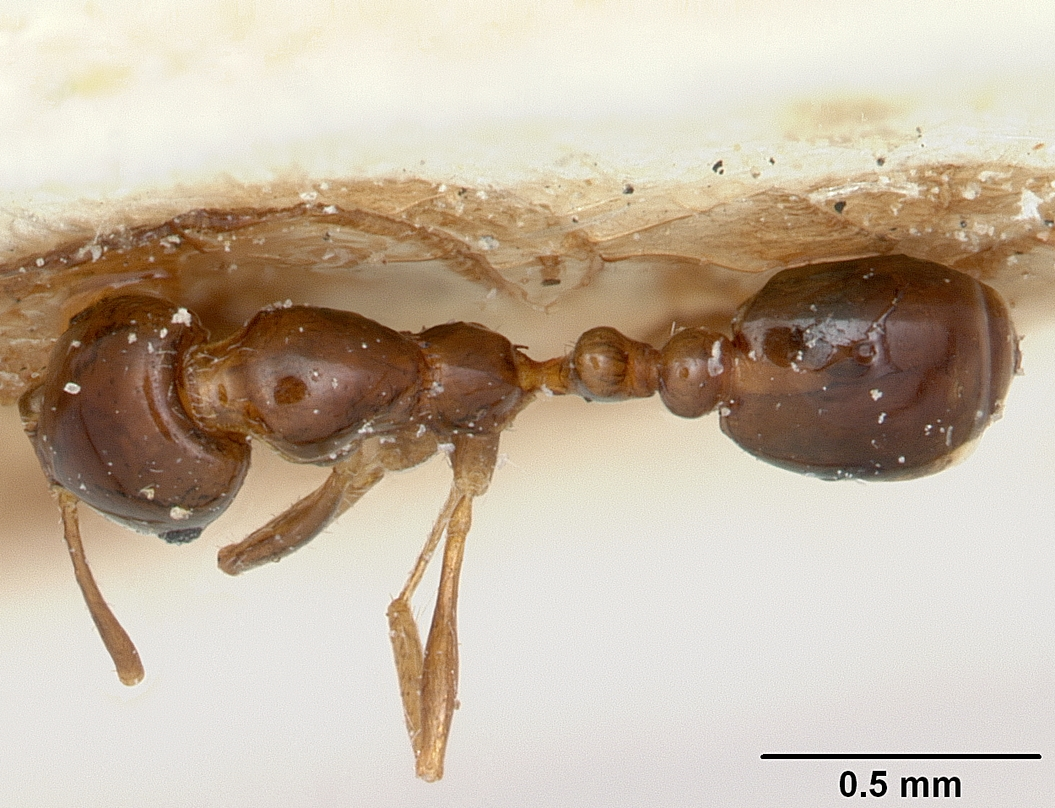
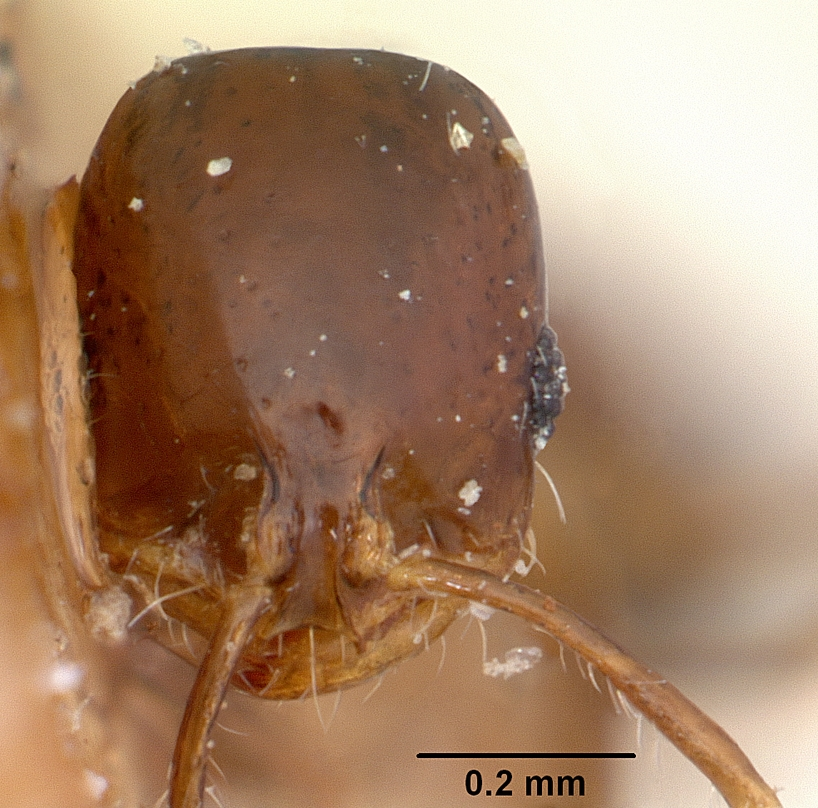